# 海南鼠李
海南鼠李（学名：Rhamnus hainanensis）为鼠李科鼠李属下的一个种。其种加词“hainanensis”意为“海南的”。